# Битва при Мохаче (1526)
Битва при Мо́хаче (венг. Mohácsi csata, тур. Mohaç Muharebesi) — сражение, произошедшее 29 августа 1526 года у Мохача, в Венгрии, в ходе которого Османская империя нанесла сокрушительное поражение объединённому венгро-чешско-хорватскому войску. Торжествующая Османская империя заняла Среднедунайскую равнину, включив в свои владения самое сердце Европы, которое турки планировали превратить в плацдарм для покорения новых территорий и дальнейшего распространения ислама.

## Предыстория
Как и многие балканские национальные государства, покорённые османами в XIV—XV веках, Венгерское королевство вступило в XVI век в чрезвычайно ослабленном состоянии из-за ряда внешних и внутренних причин. Изнутри его раздирали феодальные распри магнатов, фактически приведшие к установлению феодальной раздробленности, крестьянские восстания, сопротивление со стороны национальных меньшинств, противящихся мадьяризации (словаки, валахи, хорваты), а извне — амбициозные попытки австрийских Габсбургов включить Венгрию в состав своих владений. Смерть Матьяша Корвина (1490) вызвала анархию в Венгрии и, казалось, благоприятствовала замыслам турок-османов против этого государства. Продолжительная война, ведущаяся с некоторыми перерывами, окончилась, однако, не особенно благоприятно для турок. По миру, заключённому в 1503 году, Венгрия отстояла все свои владения и хотя должна была признать право Османской империи на дань с Молдавии и Валахии, но не отказалась от верховных прав на эти два государства (скорее в теории, чем в действительности). Постепенному упадку Венгрии в дальнейшем способствовал и олигархический режим, установленный династией Ягеллонов, отчуждение подавленного венгерского крестьянства от национально-оборонительных движений после событий 1514 года, географическая замкнутость и отдалённость Венгрии от торговых путей, проходивших через Средиземное море, при всё ослабевающем значении дунайского торгового пути и усиливающемся давлении Габсбургов.

## Ход битвы

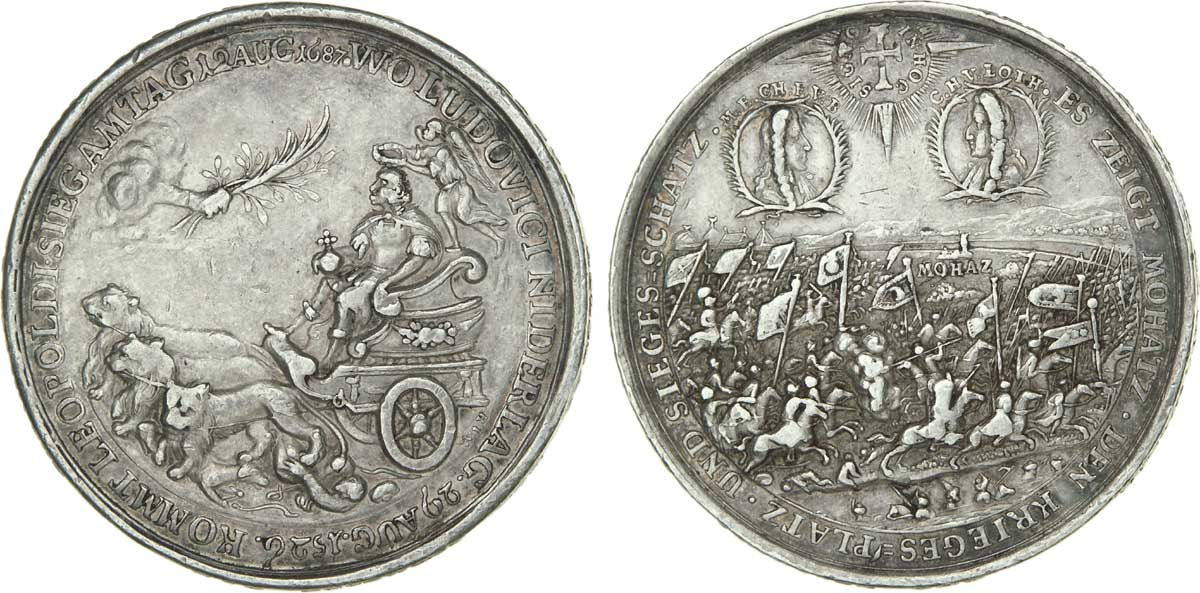
Венгерская памятная медаль 1687 года, посвящённая битве при Мохаче

Выступившая в поход из Стамбула летом 1526 года армия султана Сулеймана I достигла границ Венгрии к концу августа. По пути турки штурмом взяли несколько венгерских крепостей, перебив их защитников, разоряя селения и ведя за собой богатую добычу. Султан был твёрдо настроен навсегда покончить с Венгрией, и король Лайош II также не собирался уступить Венгрию без сопротивления.

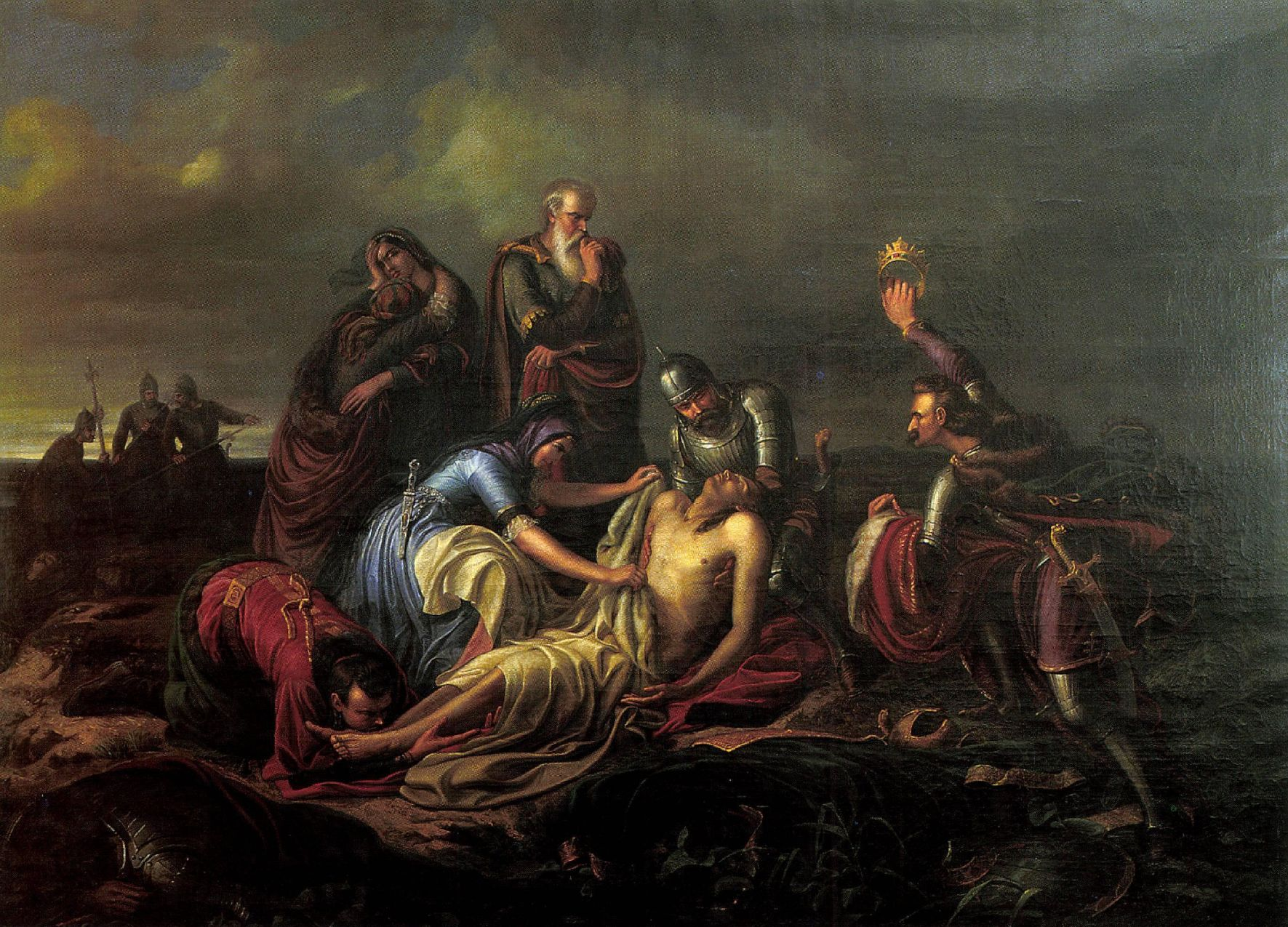
Шома Орлаи Петрич. «Обретение тела Лайоша II», 1851 г.

Местность возле города Мохача, на правом берегу Дуная, где расположились войска венгерского короля, была равнинной, что было очень удобно для действий кавалерии. Лайош II имел под своим командованием 25 тысяч человек и 80 пушек. Основу войска составляли наёмники из Чехии, Словакии, Хорватии, а также Австрии, Италии, Польши и немецких княжеств. Сулейман I располагал силами не менее 50 тысяч человек и 160 пушками. По другим сведениям, султан имел почти 100 тысяч воинов и 300 пушек. Венгры надеялись на помощь трансильванского князя Яноша I Запольяи, но он со своим войском не пришёл на помощь Лайошу II. Ещё 5 тысяч тяжеловооружённых хорватских всадников не успели вовремя прибыть к месту сражения, что также могло отразиться на его исходе.
Битва состоялась днём 29 августа. По плану венгерской стороны, кавалерия должна была атаковать при поддержке пушек позиции турок, смять пешие отряды, а затем, вместе с пехотинцами, атаковать лагерь султана. Сражение началось с атаки рыцарской кавалерии архиепископа Пала Томори на правый фланг турецкой армии, а центр и левый фланг венгерской армии, состоявшие из пехоты, ровным маршем и при поддержке пушечного огня двинулись вперёд. Вскоре конные рыцари вступили в бой с турецкой кавалерией, командующим одного из отрядов которой был сам Малкочоглу Бали-бей. Турки сразу же начали отступать. Решив, что сражение идёт успешно, венгры начали преследовать отступавших. Одновременно в бой вступила пехота, завязав в центре и на левом фланге рукопашную схватку с янычарскими полками. Тем временем венгерская кавалерия, преследуя отступавших турецких всадников, попала под ураганный огонь турецких пушек и стрелков с мушкетами, и атака захлебнулась.
Введя в бой резервы, открыв артиллерийский огонь по всему фронту и имея решающий численный перевес, турки вскоре начали теснить венгерскую армию к Дунаю, лишив её возможности организованно отступить. В итоге остатки рыцарской кавалерии побежали назад, а пешие наёмники стойко продолжили сражаться до конца. Через полтора часа битва завершилась полной победой армии Сулеймана I. Вся армия Лайоша II была уничтожена, сам король и все командующие армией погибли при отступлении. Погибло 15 тысяч христиан, оставшиеся пленные были казнены. Победа при Мохаче открыла султану Сулейману I путь к венгерской столице Буде. Через две недели после битвы город капитулировал перед турецкой армией.

## Последствия

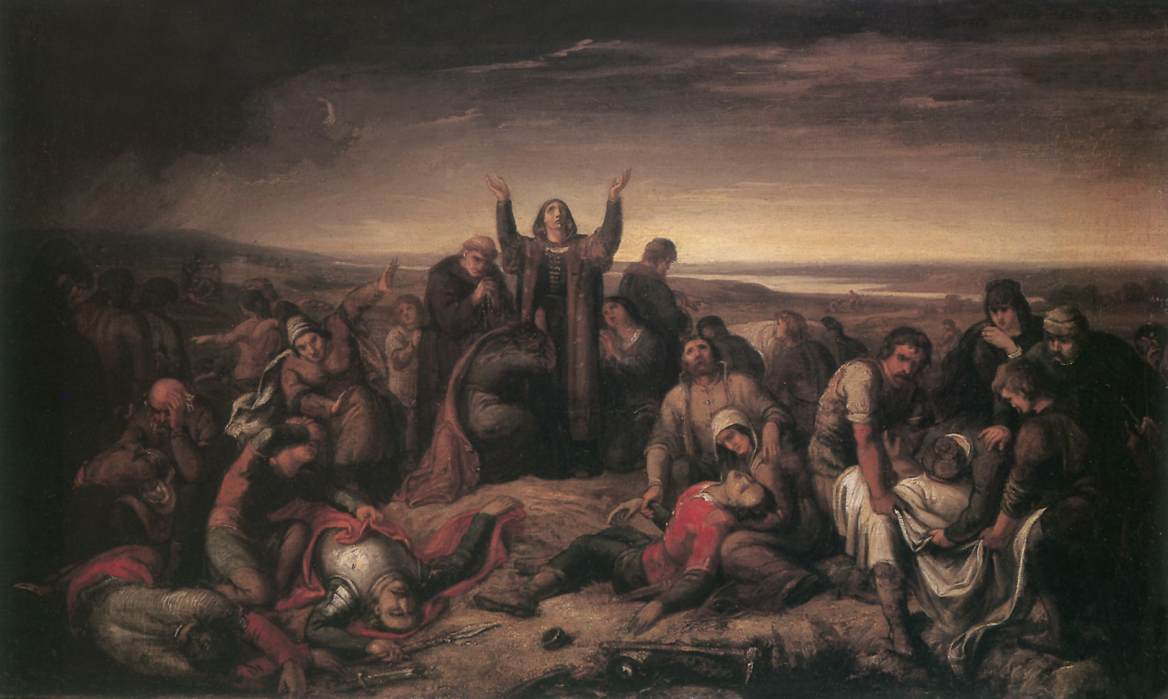
Шома Орлаи Петрич. «Плач по погибшим при Мохаче», 1860-е годы

Турецкая победа имела ряд прямых последствий как для венгров, так и для соседних народов.
Для королевства это обернулось катастрофой. Турки покорили центральную Венгрию, ставшую на период до конца XVII века Османской Венгрией. Периферийные западные и северные регионы с новой венгерской столицей — городом Пожонь (современная словацкая Братислава) — были аннексированы австрийскими Габсбургами, превратившими их в буфер между немецкими и османскими территориями. Таким образом, венгерское государство в середине XVI века было фактически разделено надвое.
Самые тяжёлые последствия поражение в битве имело для судеб Центральной Европы и южнославянских народов, попавших под тяжелейшее турецкое иго и в течение последующих почти двух веков подвергавшихся опустошительным турецким набегам. Многие жители Османской Венгрии бежали в ставшие габсбургскими владениями соседние земли к северу и западу. Некоторые оказывали туркам сопротивление, уходя в гайдуки.
Далеко не все выражали неприятие турецкого владычества — в первую очередь среди венгров. Отчасти это объяснялось общностью обоих народов, так как до своего прихода в Европу около 1000 года н. э. венгры проживали в окружении тюрок, у которых они заимствовали значительную часть сельскохозяйственной лексики. Венгерское крестьянство юго-востока страны отнеслось к приходу турок как к освобождению от засилья местных магнатов, обложивших их непосильными поборами. Стремясь привлечь венгерских крестьян на свою сторону, турки либерализовали многие сферы их жизни. В контрасте с кровавыми распрями между католиками и протестантами Европы того времени, турки прямо не запрещали ни одну из религий, хотя переход в ислам всячески поощрялся. Воспользовавшись хаосом послевоенных лет и зарождением нового мусульманского сообщества, многие простые венгры, принявшие ислам (магьярабы), сумели подняться по карьерной лестнице военных сословий Османской империи.
Вместе с тем, несмотря на свой начальный успех, именно в Венгрии турки впервые столкнулись с полностью чуждой для себя западно-европейской общественно-политической структурой. Хотя в Венгерском королевстве в целом она имела свои довольно сильные особенности, однако, испытывая явное немецкое влияние, существенно отличалась, в свой черёд, от ориентализированного уклада в греко-славянских государствах балканского региона, относительно лёгко покорённых турками.
В военно-политическом отношении, подобно тому, как Битва при Гвадалете позволила арабам захватить Пиренейский полуостров, Мохачская битва открыла перед турками широкие возможности для покорения всей Центральной Европы. Султан Сулейман I в 1529 году начал осаду Вены, но из-за приближающейся зимы вынужден был отступить.
В свою очередь, непосредственная близость османских владений создала прямую угрозу уже немецким землям, и вызвала их яростное сопротивление, удачно сочетавшееся с имперскими амбициями самих австрийских Габсбургов. Последние, успешно выдержав осаду Вены, приступают к более решительным действиям против осман. К тому же, после Мохачской битвы европейские нации начали предпринимать попытки объединения для противостояния угрозе кровавых турецких завоеваний и исламизации, нацелившись на вытеснение мусульман из самого сердца Европы. Всё это дало толчок последующей «реконкисте» Балканского полуострова; первый успех её — Битва при Лепанто (1571).